# Rodolphe Mathieu
Joseph Rodolphe Mathieu (* 10. Juli 1890 in Grondines, Québec; † 29. Juni 1962 in Montreal) war ein kanadischer Pianist, Komponist und Musikpädagoge.

## Leben
Mathieu studierte von 1906 bis 1908 in Montreal Klavier bei Alphonse Martin und Gesang bei Céline Marier, der er sein erstes bedeutendes Werk Le Poème de la mer, widmete. Von Alfred La Liberté wurde er in das Werk Alexander Skrjabins eingeführt. 1907 wurde er Organist an der Kirche St-Jean-Berchmans und begann, Klavier, Solfège, Harmonielehre und Kontrapunkt zu unterrichten. Unter anderem waren Jean Dansereau, Wilfrid Pelletier, Ruth Pryce und Auguste Descarries seine Schüler. Um 1910 studierte er Komposition bei Alexis Contant.
Mit finanzieller Unterstützung von Freunden reiste Mathieu 1920 nach Paris. Dort studierte er an der Schola Cantorum Komposition bei Vincent d’Indy und Orchestration bei Louis Aubert, außerdem Orchesterleitung bei Vladimir Golschmann und am Collège de France Psychologie bei Pierre Janet. Nach seiner Rückkehr nach Montreal begann er, am Pädagogischen Institut der Dames de la Congrégation und am Konvent der Soeurs de Sainte-Anne de Lachine zu unterrichten.
1929 gründete Mathieu das Canadian Institute of Music, wo u. a. Fleurette Beauchamp, Lydia Boucher, Pierre Brabant, Paul Lachapelle, Raymond Lévesque und Cécile Préfontaine bei ihm studierten. Ab 1930 veranstaltete er monatlich mit Unterbrechungen bis 1952 die Soirées Mathieu. Ab Mitte der 1930er Jahre widmete er sich vorwiegend der Lehrtätigkeit; unter anderem unterrichtete er von 1955 bis 1959 Musikanalyse am Conservatoire de musique du Québec. Außerdem förderte er intensiv seinen aus der Ehe mit der Sängerin Wilhelmine „Mimi“ Gagnon hervorgegangenen Sohn André Mathieu, der als musikalisches Wunderkind galt.

## Werke
- Le Poème de la mer für Chor, 1908
- Chevauchée für Klavier, 1911
- Un peu d’ombre, 1913
- Trois Préludes für Klavier
- String Quartet
- Trio für Klavier, Violine und Cello, 1922
- Harmonie du soir, 1924
- Sonata für Klavier, 1927
- Monologues für Violine
- Dialogues für Violine und Cello
- Quintet für Klavier und Streichquartett, 1942
- Symphonie pour voix humaines für sechsstimmigen Chor und Blechbläser